# 马克斯·冯·奥本海姆
马克斯·冯·奥本海姆（德語：Max von Oppenheim，1860年7月15日—1946年11月17日）德国律师、外交官、古代历史学家和考古学家，奥本海姆银行家族成员。他放弃了外交生涯，于1899年发现了哈拉夫遗址，并于1911-13年和1927-29年再次进行了发掘。1931年，他将许多出土文物带到柏林，并在一家私人博物馆（哈拉夫博物馆）展出。第一次世界大战期间曾为德国前往奥斯曼土耳其帝国展开外交活动。